# Jan van der Croon
Jan van der Croon (zvaný také Jan Lacron, Jan della Croon, Johann de la Corona nebo von der Cron, * kolem roku 1600, Weert – 6. listopadu 1665, Praha) byl holandský voják z povolání a vojenský velitel ve španělských a říšských císařských službách, který dosáhl hodnosti polního podmaršála.

## Vojenská kariéra
Během třicetileté války se z prostého vojáka stal významným důstojníkem, majitelem pluku a městským velitelem. Po vestfálském míru pokračoval v kariéře ve vojenské správě Čech. Od roku 1652 působil jako vojenský velitel Prahy, od roku 1657 byl nakonec vrchním zemským velitelem v Českém království. Posiloval opevnění a verboval vojáky pro druhou severní válku a rakousko-tureckou válku.
Croon se také stal šlechtickým statkářem a patronem katolické církve v Čechách. Byl jedním z mála vojáků své doby, kteří dosáhli hodnosti generála i přes nešlechtický původ. Kvůli této skutečnosti byl často zaměňován s generálem kavalérie Janem z Werthu.
Po skončení třicetileté války zůstal Croon v císařských službách. V říjnu byl jmenován velitelem Chebu. V listopadu téhož roku získal český inkolát a byl povýšen do hodnosti svobodného pána (Johann Freiherr von der Cron). V roce 1651 získal zemský majetek v Čechách s obcí Zahořany u Litoměřic a okolí  a byl mu udělen titul dvorského válečného rady. Následujícího roku byl jmenován velitelem Prahy a zástupcem vojenského velitele Čech a zároveň povýšen do hodnosti generálního polního vachtmistra (tj. generálmajora). V roce 1653 se stal majitelem bývalého valdštejnského pluku, který tvořil pražskou posádku. Výměnou předal Peteru de Buschiere svůj starý dragounský pluk, který pod různými názvy existoval až do konce Rakouska-Uherska v roce 1918. Do hodnosti polního podmaršála byl povýšen krátce před smrtí v srpnu 1665.

## Majetek v Čechách
V roce 1651 získal Croon ves Zahořany (dnes součást Křešic) a okolní obce Horní a Dolní Týnec a Řepčice (dnes části Třebušína), kromě Lovečkovic, Tašova, Řetouně (dnes součást Malečova), Valtířov (dnes část Velké Březno) a další vsi. Toto panství koupil v roce 1651 od hrabat Šliků za 50 000 zlatých. V roce 1663 koupil také Divice (dnes část Vinařic) jižně od Loun. V Praze vlastnil dva domy na Malé Straně, jeden na místě dnešního Lichtenštejnského paláce na ostrově Kampa u Vltavy, druhý na Malostranském náměstí, dnešní Kaiserštejnský palác, který jeho dědicové kolem roku 1700 přestavěli do současné podoby.
Croon také sám financoval výstavbu kostela Nejsvětější Trojice v Zahořanech, která byla dokončena v roce 1657,  a výzdobu kaple Máří Magdalény v ambitu svatohorského kláštera v Příbrami. 
Zemřel v Praze a byl pohřben v kostele sv. Tomáše na Malé Straně.